# پالاتکا (فلوریدا)
پالاتکا (به انگلیسی: Palatka) شهری در شهرستان پوتنام ایالت فلوریدا است که در سال ۱۸۵۳ بنیان‌گذاری شده‌است. این شهر طبق سرشماری سال ۲۰۱۰ میلادی، ۱۰٬۵۵۸ نفر جمعیت داشته و مساحت آن نیز ۱۹٫۵ کیلومتر مربع است.

## نگارخانه

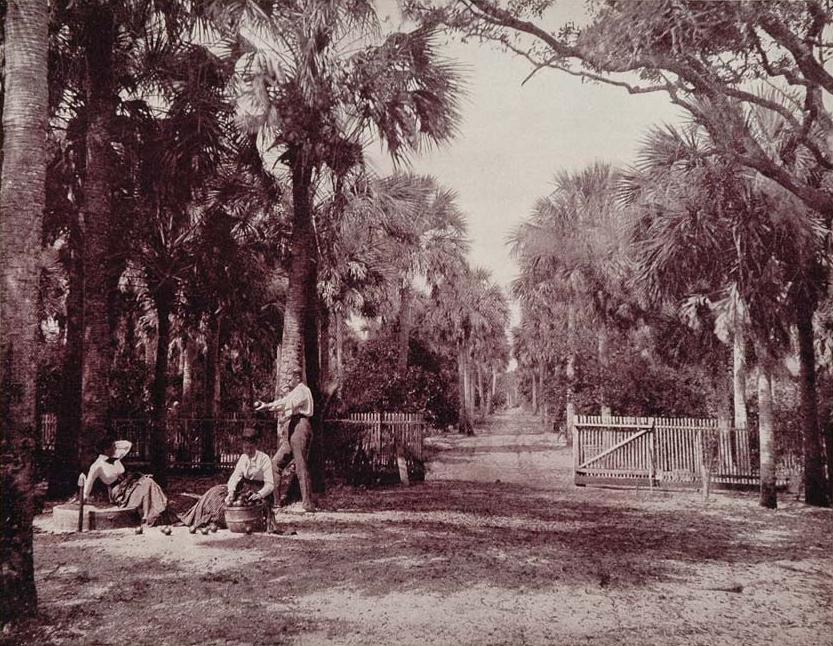
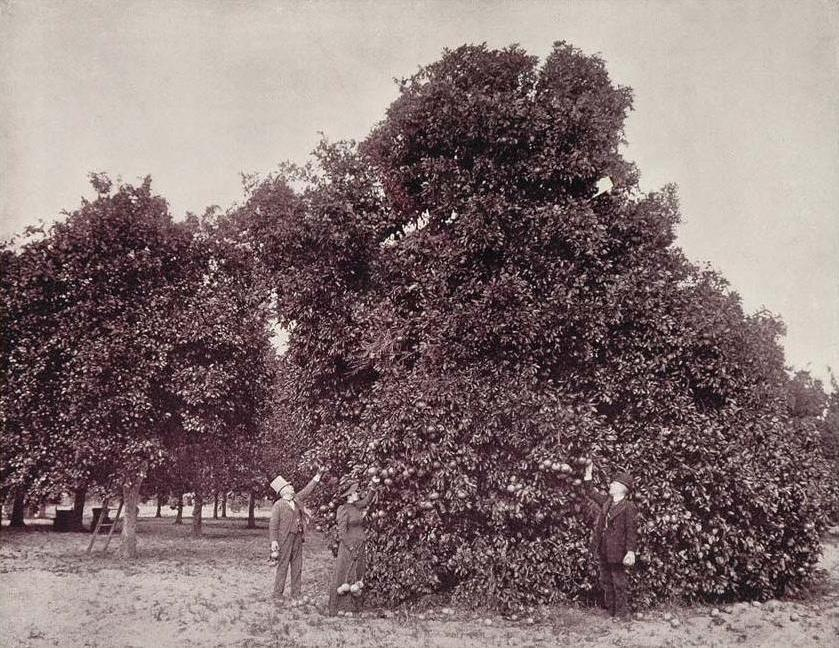
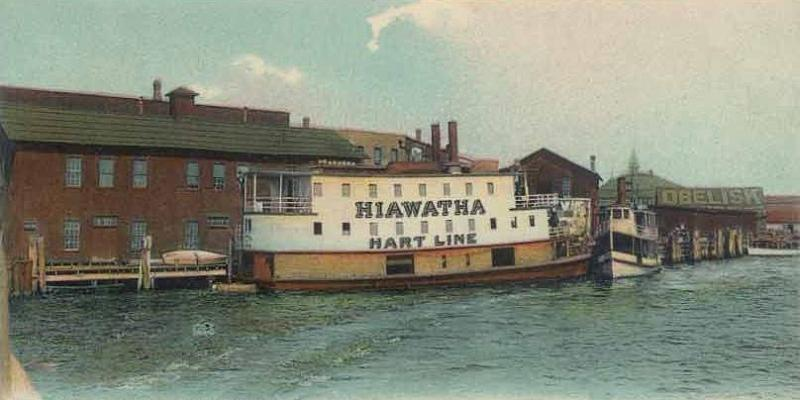
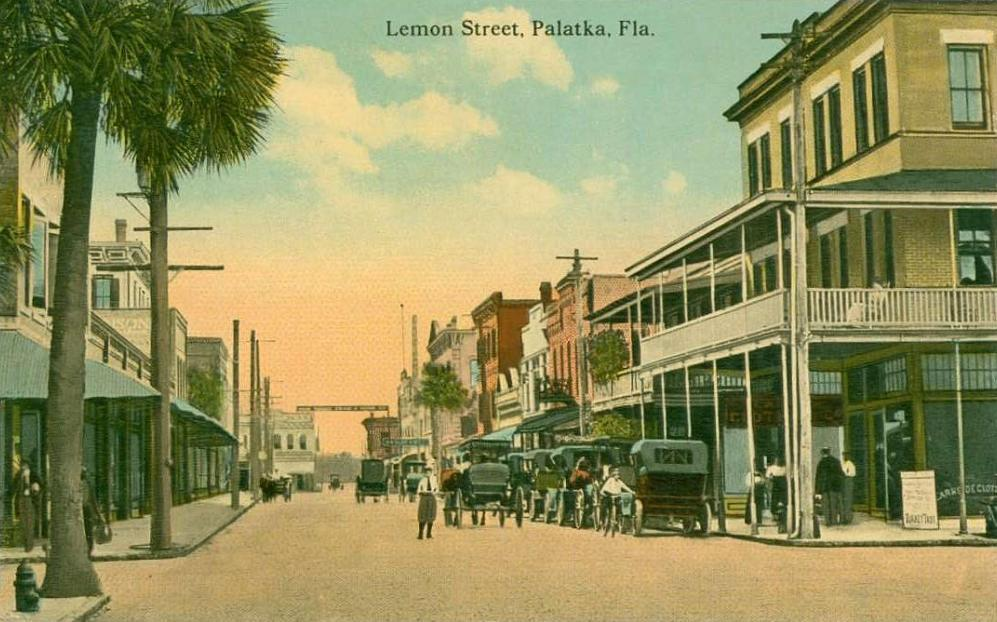